# Leah McKendrick
Leah Olivia McKendrick, född 3 september 1986 i San Francisco i Kalifornien, är en amerikansk filmregissör, manusförfattare, skådespelerska och sångerska. Hon är mest känd för att ha skrivit och skådespelat i filmerna M.F.A från 2017 och Scrambled från 2023.

## Biografi
McKendrick är född och uppvuxen i San Francisco i Kalifornien. Under tiden som hon bedrev studier vid Chapman University skrev hon, producerade, regisserade och skådespelade i ett  antal kortfilmer och scenpjäser. Hon tog år 2008 examen med en BFA i teaterföreställning.

## Karriär
År 2014 skrev, producerade och spelade McKendrick med i popmusikalwebbserien Destroy the Alpha Gammas. Denna serie skulle senare komma att bli kritikerrosad, och hon utsågs strax därefter till en utmärkelse på Webby Awards, samt fick en nominering under den andra prisgalan Streamy Awards. År 2017 skrev, producerade och medverkade hon i sin långfilmsdebut, M.F.A, som hade premiär på filmfestivalen South by Southwest under samma år. År 2019 blev hon anställd för att skriva manuset till Paramountfilmen Summer Lovin' (en prequel på deras tidigare film Grease), som senare skulle komma att avbrytas. Senare under år 2020 så skrev, regisserade och spelade hon med i kortfilmen Pamela & Ivy, som är en feministisk ursprungsberättelse för superskurken Poison Ivy. Filmen, som hade premiär på filmhemsidan Collider under samma år, utsågs senare till en utmärkelse på Webby Awards, detta i kategorin "Bästa författarskap".
År 2022 skrev, regisserade och spelade McKendrick med i långfilmen Scrambled, som handlar om en trasig singelkvinna i 34-årsåldern, som bestämmer sig för att frysa in sina ägg efter ett uppbrott. Filmen, som är baserad på hennes egna erfarenheter kring ägguttagningar, hade premiär på South by Southwest i mars, och släpptes senare på bio av Lionsgate under år 2024.

### Kommande projekt
I februari 2023 tillkännagavs det att McKendrick skulle skriva en uppföljare till slasherfilmen Jag vet vad du gjorde förra sommaren från 1997, som då skulle släppas av Sony Pictures. Hon kommer också att skriva en kommande julkomedi på Netflix vid namn Mrs. Claus, samt skriva och regissera ett icke-namngivet monsterprojekt för Atomic Monster och Universal Studios, med bland annat James Wan i spetsen.

## Filmografi (i urval)
- 2017 – M.F.A (manusförfattare och producent)
- 2023 – Scrambled (regissör och manusförfattare)

### Skådespelarinsatser
- 2016 – Misconduct
- 2016 – Bad Moms
- 2017 – M.F.A
- 2019 – Breaking Back!
- 2023 – Scrambled